# 油白菜
油白菜（学名：Brassica chinensis var. oleifera）为十字花科蕓薹屬下的一个变种。